# بوکا (نووارا)
بوکا (به ایتالیایی: Boca) یک کومونه در ایتالیا است که در استان نووارا واقع شده‌است. بوکا ۹٫۶ کیلومتر مربع مساحت و ۱٬۱۹۵ نفر جمعیت دارد و ۳۸۹ متر بالاتر از سطح دریا واقع شده‌است.